# جون إف. كالاهان
جون إف. كالاهان (بالإنجليزية: John F. Callahan)‏ هو صحفي أمريكي، ولد في 31 ديسمبر 1940.